# Athyma nefte

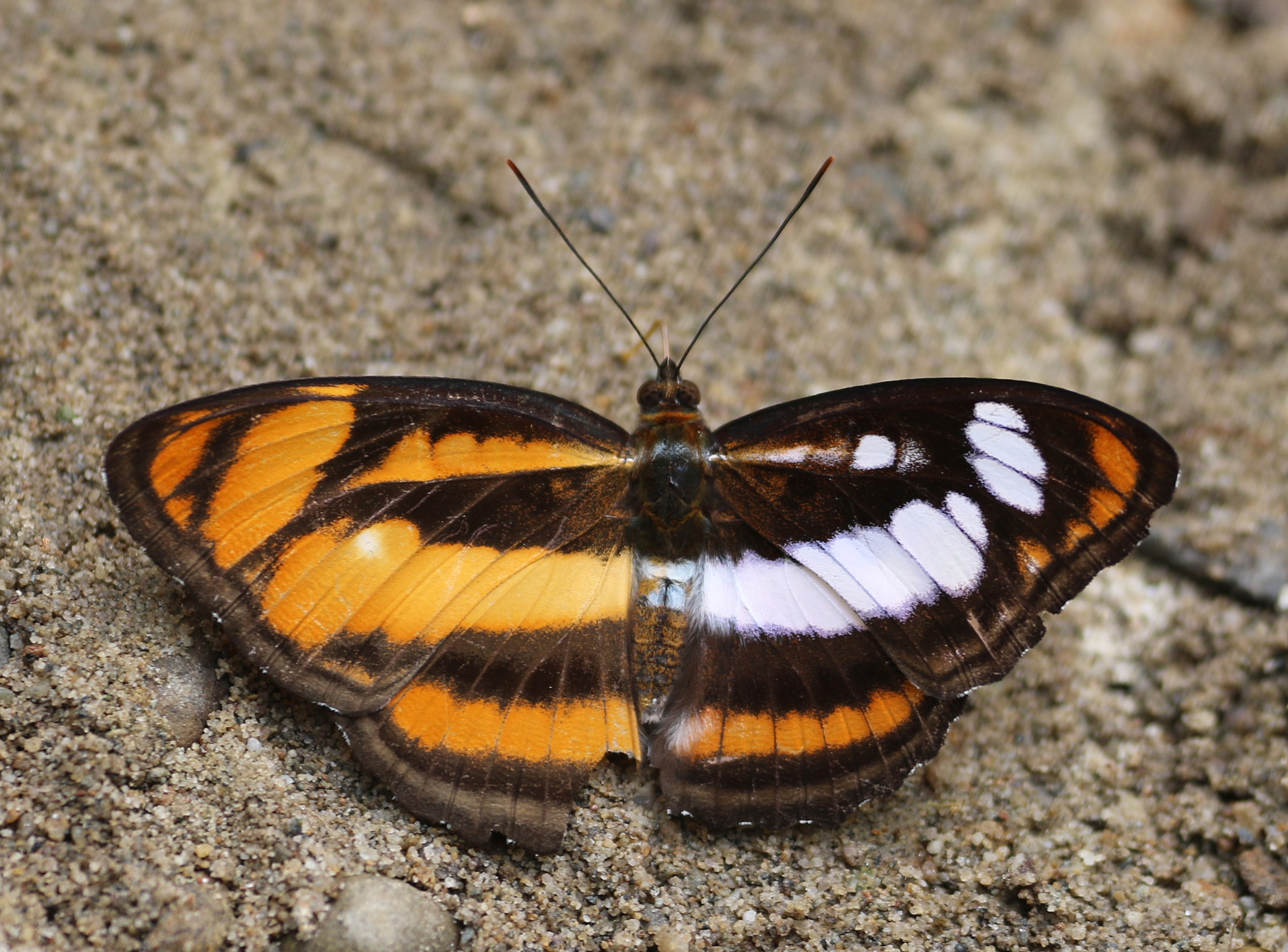
Primer registro de un ginandromorfo vivo de un sargento de color de la India

la sargento de color (Athyma nefte) es una especie de mariposa propia del sur y sureste tropical a Asia.

## Descripción
Descripción según Bingham.

### Athyma nefte nivifera
Borneo y Península Malaya.
Macho: parte superior negra con manchas blancas como la nieve más o menos ribeteadas con irisaciones de escamas azules. Anverso: estría discoidal oscuramente dividida y desigual a lo largo de su margen superior; una banda discal blanca muy curvada y ampliamente interrumpida; esta última compuesta por tres manchas cuadradas oblicuas hacia fuera en los interespacios 1 u9 1 y 2, y tres manchas oblongas inclinadas hacia dentro en los interespacios 4, 5 y 6, ninguna mancha en el interespacio 3; más allá una línea pálida subterminal interna y otra externa divididas por una banda negra estrecha transversal, la primera terminando cerca del ápice en una pequeña mancha blanca estrecha colocada oblicuamente.
Ala posterior: la banda discal del ala anterior continúa como una banda blanca transversal subbasal: una banda postdiscal, más estrecha, más o menos macular, también blanca, y una banda subterminal pálida, aún más estrecha, muy marcada. El espacio intermedio entre las bandas postdiscal y subterminal es más oscuro que el color de fondo general del ala, y la banda postdiscal en el lado interno está bordeada por marcas en forma de cono de color similar.
Parte inferior marrón, las marcas blancas como en la parte superior pero algo difusas, los espacios intermedios del color de fondo más o menos manchados de marrón más oscuro, formando en el ala posterior una conspicua serie transversal discal de manchas en los espacios intermedios; el margen dorsal del ala posterior es ampliamente blanco azulado.
Antenas, cabeza, tórax y abdomen por encima de color negro parduzco oscuro, el tórax y la base del abdomen respectivamente atravesados por una barra de color blanco azulado; por debajo, los palpos, el tórax y el abdomen de color blanco azulado.
Hembra: Parte superior negra, las marcas similares a las del macho, pero amarillo anaranjado y mucho más anchas; en el ala anterior la banda discal completa, la banda subterminal interna mucho más ancha y mejor definida.
Parte inferior: el color de fondo es marrón más pálido que en el macho, las marcas son como en la parte superior pero de color blanco rosado, las manchas marrón oscuro en los espacios intermedios y la serie de manchas discales oscuras en el ala posterior son más prominentes.

### Athyma nefte asita
Myanmar, Tenasserim. Se diferencia de A. n. nivifera en lo siguiente:
Parte superior del macho. Ala anterior: estría discoidal más claramente dividida, la porción preapical prominente; banda discal más ancha, la mancha anterior que compone su mitad posterior no más ancha que las otras, no cónica hacia fuera; dos manchas preapicales conspicuas de color amarillo anaranjado. Ala posterior: banda subbasal ligeramente más ancha. Parte inferior: color de fondo marrón más ocráceo; ala anterior preapicalmente amarillo anaranjado.
Parte superior de la hembra: las marcas son de un amarillo anaranjado algo más intenso; la banda discal de las alas anteriores y la banda postdiscal de las alas posteriores son claramente más anchas; la estrecha banda subterminal interna de las alas anteriores está mal definida en la parte posterior; las manchas preapicales son mucho más pequeñas. Parte inferior: color de fondo mucho más ocráceo.

### Athyma nefte inara

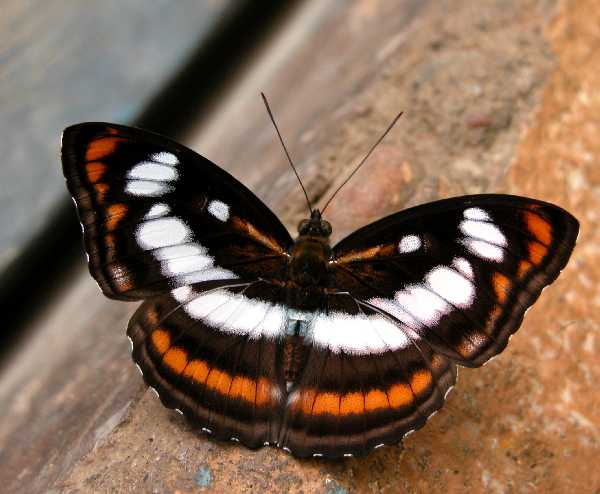
Macho de Jairampur (Arunachal Pradesh).

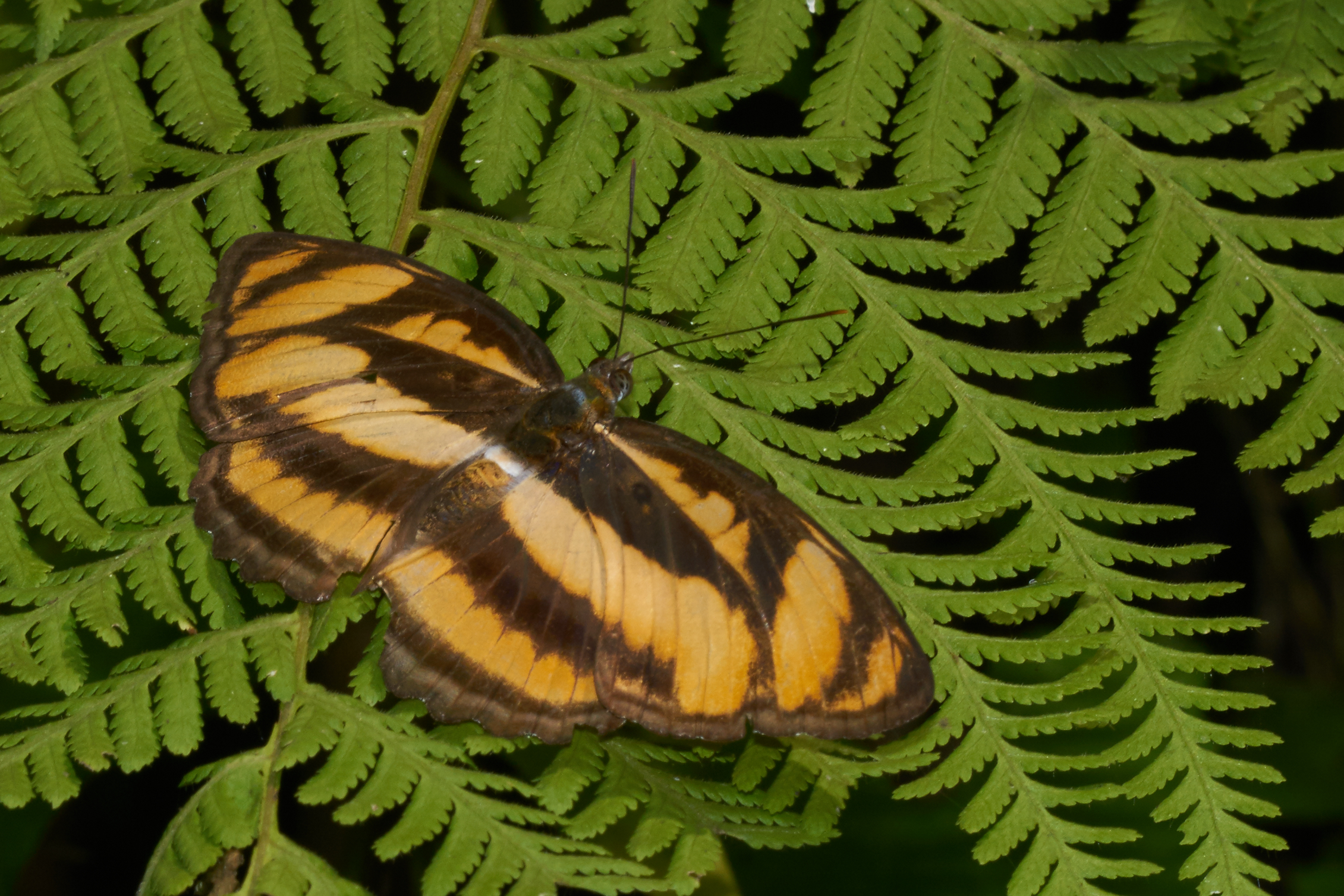
Hembra en el Santuario salvaje Aralam, Kerala.

Como Athyma nefte nivifera pero difiere en detalles. Se encuentra en India.
Macho: parte superior negra con manchas blancas como la nieve más o menos ribeteadas con irisaciones de escamas azules. Anverso: rayas discoidales de blanco oscuro a ferruginoso oscuro, con excepción de la porción preapical que es siempre prominentemente blanca; banda discal blanca, ancha, recta y casi completa, retirada del margen terminal y compuesta por tres manchas cuadradas oblicuas hacia fuera en los espacios intermedios 1 a, 1 y 2, y tres manchas oblongas inclinadas hacia dentro en los espacios intermedios 4, 5 y 6, una pequeña mancha en el espacio intermedio 3; más allá de esto una línea subterminal interior amarilla anaranjada, macular, bien definida y una exterior pálida dividida únicamente por las venas negras, la primera terminando cerca del ápice en una mancha blanca estrecha de tamaño medio colocada oblicuamente.
Ala posterior: la banda discal del ala anterior continúa como una banda blanca transversal subbasal: una banda postdiscal, más estrecha, más o menos macular, también blanca, y una banda subterminal pálida muy marcada, aún más estrecha. El espacio intermedio entre las bandas postdiscal y subterminal es más oscuro que el color de fondo general del ala, y la banda postdiscal en el lado interno está bordeada por marcas en forma de cono de color similar.
Parte inferior ocre marrón claro, sombreada de amarillo anaranjado en el ápice del ala anterior y en la porción anterior de la banda postdiscal del ala posterior; las marcas son similares en la parte superior pero algo difusas, la raya discoidal y la mitad posterior de la banda subterminal interna en el ala anterior y la banda postdiscal posterior en el ala posterior manchadas de rosa azulado muy pálido; los espacios intermedios del color de fondo son pequeñas manchas marrón más oscuro, formando en el ala posterior una serie transversal discal conspicua de manchas en los espacios intermedios; el margen dorsal del ala posterior es ampliamente blanco azulado.
Antenas, cabeza, tórax y abdomen por encima de color negro parduzco oscuro, el tórax y la base del abdomen respectivamente atravesados por una barra de color blanco azulado; por debajo, los palpos, el tórax y el abdomen de color blanco azulado.
Hembra: Parte superior negra, las marcas similares a las del macho, pero de color amarillo anaranjado pálido y mucho más anchas; en el ala anterior la banda discal completa y muy ancha, la banda subterminal interna reducida a un tornal y dos o tres manchas preapicales.
Parte inferior: el color de fondo es amarillo ocráceo brillante, las marcas blanco rosadas, pero en gran parte impregnadas de amarillo pálido; las manchas marrón oscuro en los espacios intermedios y la serie de manchas discales oscuras en el ala posterior son más prominentes, y en el ala anterior son grandes y contrastan fuertemente con el color de fondo.

## Ecología
Oruga cilíndrica, con seis filas de espinas finamente ramificadas, las dorsales más bajas que las laterales y las de los segmentos tercero y cuarto más bajas que el resto, el segundo segmento desarmado; las bases de las patas están provistas de espinas cortas y simples. Color verde puro, con una gran mancha marrón en el noveno segmento. Espinas marrones y cabeza marrón oscura, cabeza cubierta de espinas marrones cortas y simples y tubérculos blancos. Se alimenta de Glochidion velutinum y G. zelanicum'. Pupa como la de Athyma ranga, pero de los curiosos procesos del dorso, el posterior es mucho más largo y está más inclinado hacia delante.
Al menos en Borneo, pero probablemente también en otros lugares, los adultos -como otros Athyma- no suelen visitar carroña o fruta vieja para beber líquidos.